# Istoria Siriei

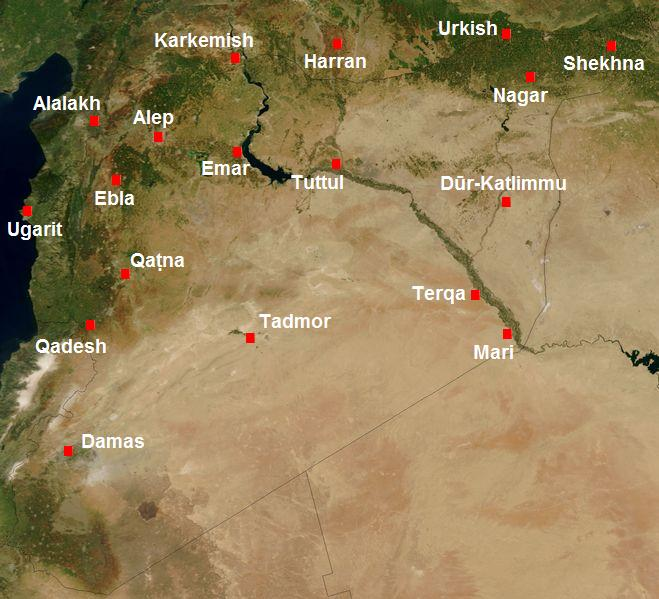
Siria și vecinii ei în mileniul al II-lea î.e.n.

Republica Arabă Siriană este o țară arabă din Asia de Vest, se învecinează cu Liban și Marea Mediterană la vest, Turcia la nord, Irak la est, Iordania la sud și Israel la sud-vest. Această parte a lumii este una dintre cele mai bogate în evenimente, fiind populata din cele mai vechii timpuri și aflându-se chiar în centrul marilor civilizații ale lumii. Astfel începând cu mileniul al II-lea î.e.n. Siria a fost ocupată pe rând de sumerieni, akkadiani, hitiți, asirieni, babilonieni, canaaniți, sirieni și fenicieni și s-a aflat în zona de interes a așa numitelor „popoare ale mării”. Apoi în 550 î.e.n. este cucerită de persani, cărora le urmează Alexandru cel Mare în 333 î.e.n., iar mai apoi romanii în 64 î.e.n. Istoria zbuciumată a Siriei continua și după antichitate, astfel începând cu 634 e.n. Siria este cucerită de arabi, în 1516 e.n. de otomani, iar în epoca modernă, ca urmare înfrângerii Imperiului Otoman din Primul Război Mondial, Siria este administrată de Liga Națiunilor sub mandat francez. Siria a devenit independentă la 15 aprilie 1946.

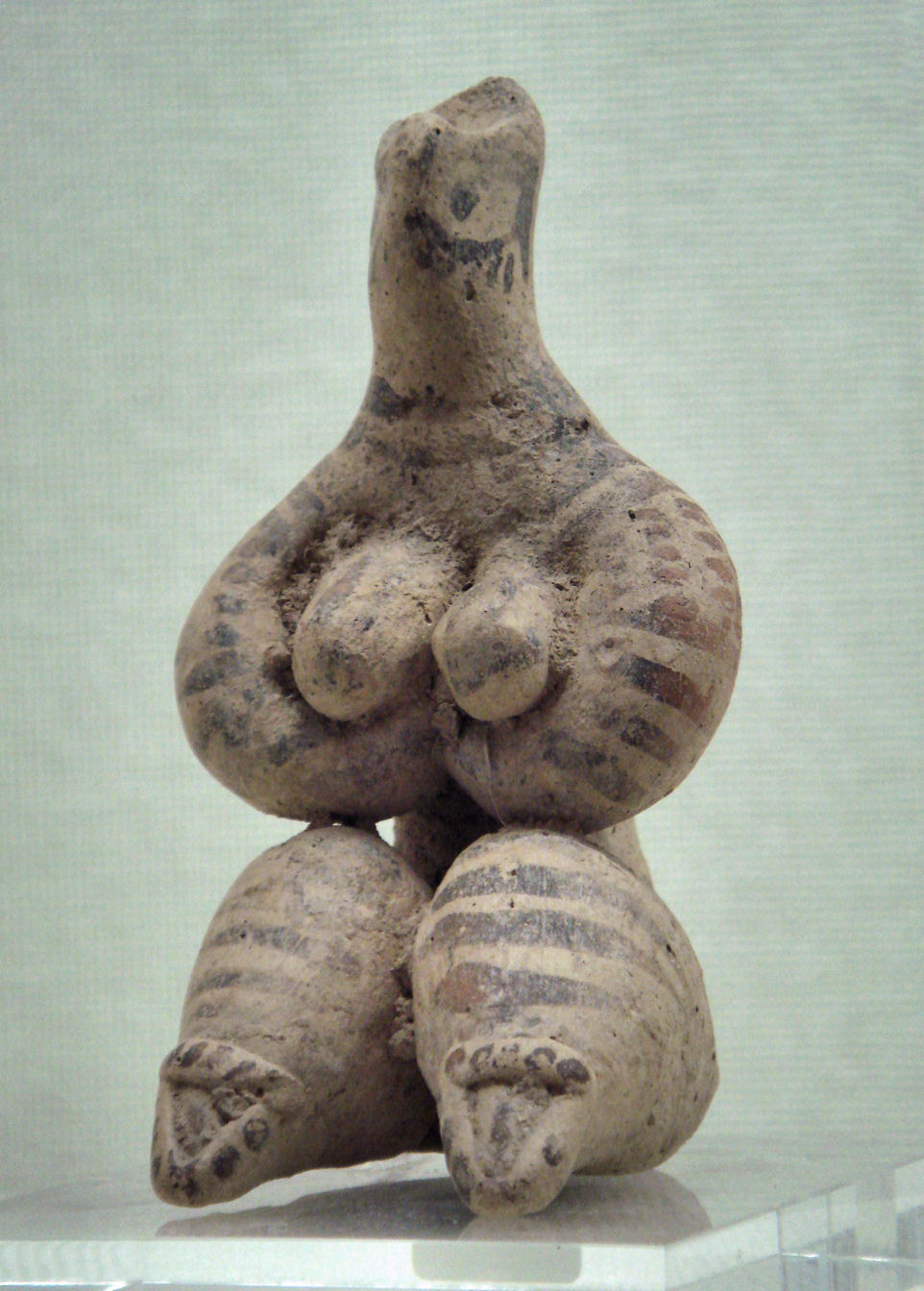
Figură feminină, Siria, 5000 î.e.n.

## Preistoria
Cele mai vechi rămășițe de civilizație umană găsite în Siria datează încă din epoca paleolitică  de acum circa 800 000 de ani. La 23 august 1993 o echipă de excavare comună formată din japonezi și sirieni a descoperit fosile umane paleolitice în peștera Dederiyeh, aflată la aproximativ 400 km nord de Damasc. Oasele găsite în această peșteră aparțineau unui Neanderthal copil, cu o vârstă estimată de numai 2 ani, care a trăit în epoca paleoliticului mijlociu (cca. 200.000 și 40.000 de ani î.e.n.), fiind primul schelet de copil neanderthalian aproape complet descoperit vreodată. 
Descoperirile arheologice atestă apariția civilizației în Siria din cele mai vechi timpuri, acest teritoriu făcând parte din Semiluna Fertilă, un ținut care este leagănul agriculturii și al creșterii animalelor din epoca neolitică de acum aproximativ 12 000 de ani. Perioada neolitică se remarcă în Siria prin casele rectangulare ale culturii Mureybet. În perioada neoliticului timpuriu, oamenii foloseau vase din piatră, gips și lut ars. Descoperirea aici a unor unelte făurite din obsidian, provenit din Anatolia, demonstrează o activitate comercială timpurie. Primele așezări de tip urban datează aici din neoliticul târziu și epoca bronzului, printre cele mai înfloritoare fiind Hamoukar și Emar.

## Antichitatea
Arheologii plasează Siria în centrul celor mai vechi civilizații de pe pământ. Aici au apărut primele așezări umane de tip urban, tot de aceste locuri se leagă și începuturile agriculturii și domesticirii animalelor, descoperirea unor unelte importante ca secera și plugul, dar și dezvoltarea alfabetului.
Un exemplu de civilizație superioară de pe teritoriul Siriei îl certifică descoperirile făcute în urma excavațiilor începute în 1975 la Ebla, în nordul Siriei. Ebla se pare că a fost fondată în jur de 3000 î.e.n. și ș-a atins maximul de putere prin 2500-2400 î.e.n. când stăpânea un imperiu cuprins între Marea Roșie la sud, Anatolia la nord și Eufrat la est. Orașul avea în acea perioadă o populație estimată de 260 000 de locuitori, iar dezvoltarea sa economică se baza, în special, pe schimburile comerciale cu Sumer, Akkad și cu popoarele din nord-vest și uneori cu Egiptul faraonic. Oamenii de știință cred că limba Ebla este cea mai veche limbă semitică cunoscută în scris. Ebla a fost probabil cucerit de Sargon din Akkad în jurul anului 2260 î.e.n. Orașul a fost restaurat câteva secole mai târziu, devenind centrul de putere al amoriților. La începutul mileniului al II-lea î.e.n. a fost cucerit de neamul indo-european al hitiților.